# فرودگاه بونی ایکرز
فرودگاه بونی ایکرز (به انگلیسی: Bonney Acres Airport) یک فرودگاه خصوصی است که یک باند فرود چمن دارد و طول باند آن ۳۹۶ متر است. این فرودگاه در شهر اورگن سیتی، اورگن کشور ایالات متحده آمریکا قرار دارد و در ارتفاع ۱۹۵ متری از سطح دریا واقع شده‌است.